# Замок Феррікарріг
Замок Феррікарріг (англ. Ferrycarrig Castle) — один із замків Ірландії, розташований у графстві Вексфорд.

## Історія замку Феррікарріг
У п'ятницю 1 травня 1169 року армія англо-норманських феодалів висадилась місті Банноу. Армію очолював феодал Роберт Фіц-Стефан. Англо-норманське військо взяло місто в облогу, місто капітулювало. Після цього Роберт Фіц-Стефан встановив повний контроль над містом, почав будівництво замку Феррікаріг. Цей замок вважається першим норманським замком в Ірландії. Завдання гарнізону замку було контролювати долину річки Слейн. Замок, що був побудований в 1169 році потім був зруйнований. У XV столітті був збудований новий замок Феррікарріг.
Біля замку Феррікарріг є кругла вежа — побудована як копія давніх ірландських круглих веж. Це пам'ятник ірландцям, що загинули під час Кримської війни (1853—1856) з москалями. Вежа побудована в 1858 році.
У 1980-тих роках були проведені розкопки замку Феррікарріг. Було виявлено багато артефактів ХІІ — ХІІІ століть: зброю, кераміку, кістки людей і тварин, підкови, монети. Було виявлено, що навколо замку був оборонний рів, що був видовбаний у скелі. Рів був шириною 7 м і глибиною 2 м.
Нинішній замок Феррікаріг був побудований 1400 році аристократичною родиною Рош. Нащадки феодалів Рош досі живуть у графстві Вексфорд. Існуючий нині замок Феррікаріг був побудований для захисту володінь та парому через річку Слейн від піратів та ірландських повстанців. Паром на річці Слейн був важливим для цієї місцевості до 1795 року, коли був побудований міст через річку Слейн. Замок був побудований для військових цілей, а не для проживання феодалів. Замок мав гармати для ведення оборони, бійниці. Але в XVI столітті з'явились нові моделі гармат і гармати замку Феррікаріг стали застарілими. Під час повстання за незалежність Ірландії 1641 року володарі замку Феррікарріг — лорди Рош підтримали повстання. Олівер Кромвель жорстоко придушив повстання, землі та замок Феррікаріг були конфісковані в родини Рош.
Замок побудований на величезній кам'яній скелі, з нього відкривається чудовий вид на долину річки Слейн. Нині замок Феррікарріг є одним з найпопулярніших норманських замків серед ірландських фотографів.